# Thomas Kirste
Werner Thomas Kirste (* 1977 in Meißen) ist ein deutscher Politiker (AfD). Er ist seit 2019 Abgeordneter im Sächsischen Landtag.

## Leben
Kirste wurde 1977 als Kind einer alten Meißener Unternehmerfamilie in Meißen geboren, wo er lebt.

### Beruflicher Werdegang
Nach dem Schulabschluss folgte von 1994 bis 1998 eine Ausbildung zum Elektroniker bei der Deutschen Bahn AG in Coswig. 1998 wurde Kirste zum technischen Leiter eines Meißener Handwerksbetriebes. Von 2003 bis 2008 absolvierte Kirste ein Studium der Betriebswirtschaft an der Hochschule für Technik und Wirtschaft in Dresden und der Satakunta University of Applied Sciences Business and Administration in Finnland. Im Zeitraum von 2009 bis 2011 arbeitete Kirste bei der Sächsischen Aufbaubank im Bereich Technologieförderung sowie von 2012 bis 2014 als Regionalmanager für die Zukunftsagentur Brandenburg. Seit 2015 ist Kirste freiberuflicher Unternehmer im Bereich Projektdienstleistung.
Kirste war bis zu seinem Einzug in den Landtag an der Hochschule Mittweida als Transferassistent – also als Vermittler zwischen Wissenschaft und Wirtschaft – am Institut für Energiemanagement tätig.

### Politischer Werdegang
Kirste war stellvertretender Kreisvorsitzender des AfD-Kreisverbandes Meißen, fungiert derzeit als Vorsitzender der AfD-Fraktion im Meißner Stadtrat und hält ein Mandat als Kreisrat in Meißen. Außerdem ist Kirste Aufsichtsrat bei Innovations Centrum Meißen GmbH sowie der Stiftung Soziale Projekte Meißen. Ehrenamtlich engagiert ist Kirste beim Landesverein Sächsischer Heimatschutz e.V. und beim Partnerschaftsverein Landkreis Meißen e.V. In der Vergangenheit war Kirste Leiter des Ortskuratoriums Meißen der Deutschen Stiftung Denkmalschutz.
Bei der Landtagswahl in Sachsen 2019 zog Kirste über das Direktmandat im Wahlkreis Meißen 3 in den Sächsischen Landtag ein. Bei der Landtagswahl 2024 konnte Kirste sein Direktmandat mit 40,0 Prozent der Direktstimmen verteidigen. Im Landtag fungiert er als kulturpolitischer Sprecher seiner Fraktion sowie als Vorsitzender des Arbeitskreises der AfD für Wissenschaft, Hochschule, Medien, Kultur und Tourismus.
Zur Landratswahl des Landkreises Meißen vom 11. Oktober 2020 erhielt Kirste als Kandidat der AfD 28,8 Prozent der abgegebenen Stimmen und erreichte dadurch den zweiten Platz hinter dem amtierenden Landrat Ralf Hänsel.

## Politische Position
Kirste versteht sich parteiintern weder als Anhänger des Flügels noch der Alternativen Mitte oder sonstiger spezieller Interessengruppen, sondern bemüht sich dezidiert um die Einheit der Partei.